# Biserica de lemn din Săliște de Pomezeu

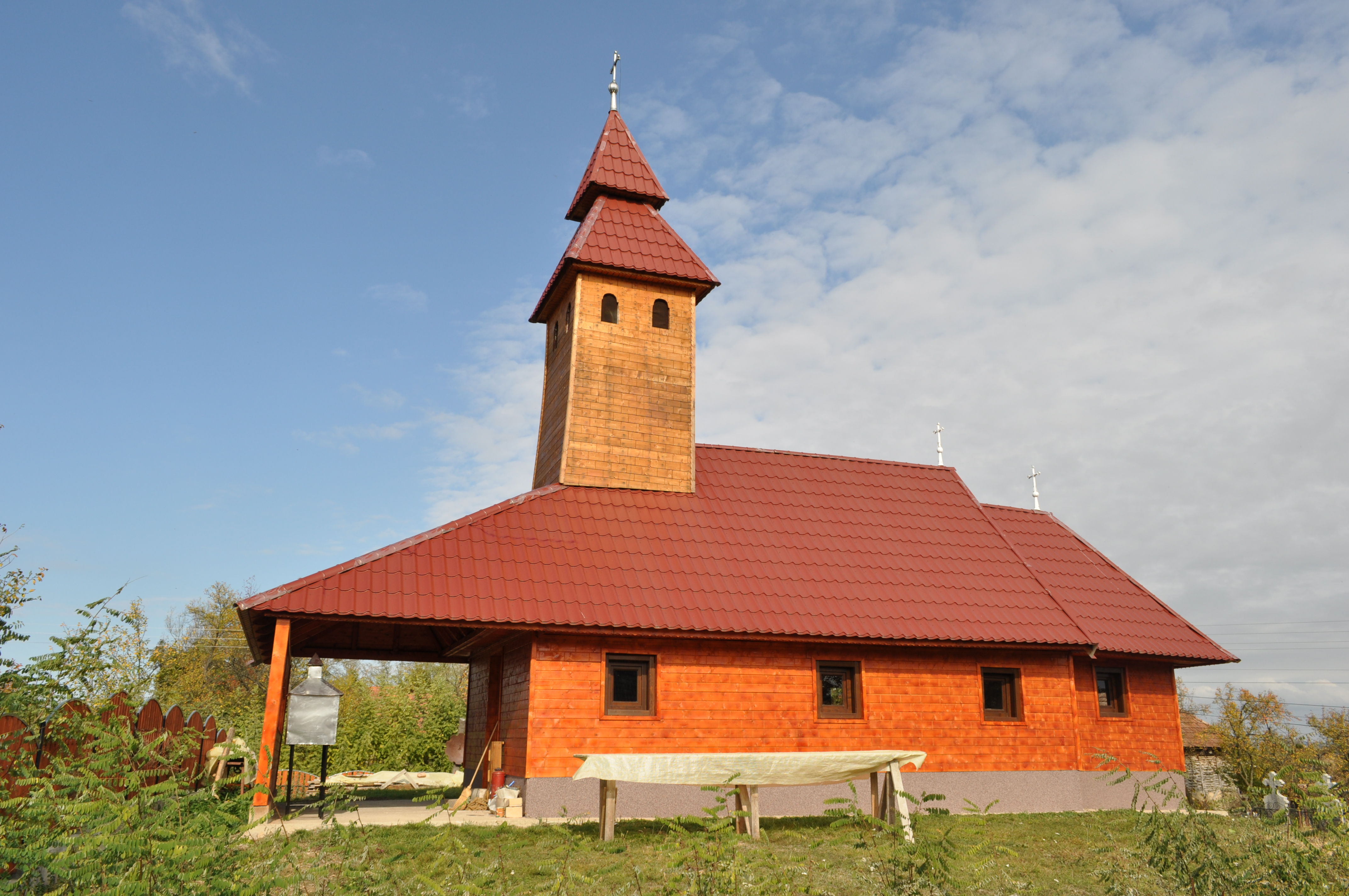
Biserica de lemn „Înălțarea Domnului” din Săliște de Pomezeu, comuna Răbăgani, județul Bihor, foto: octombrie 2011.

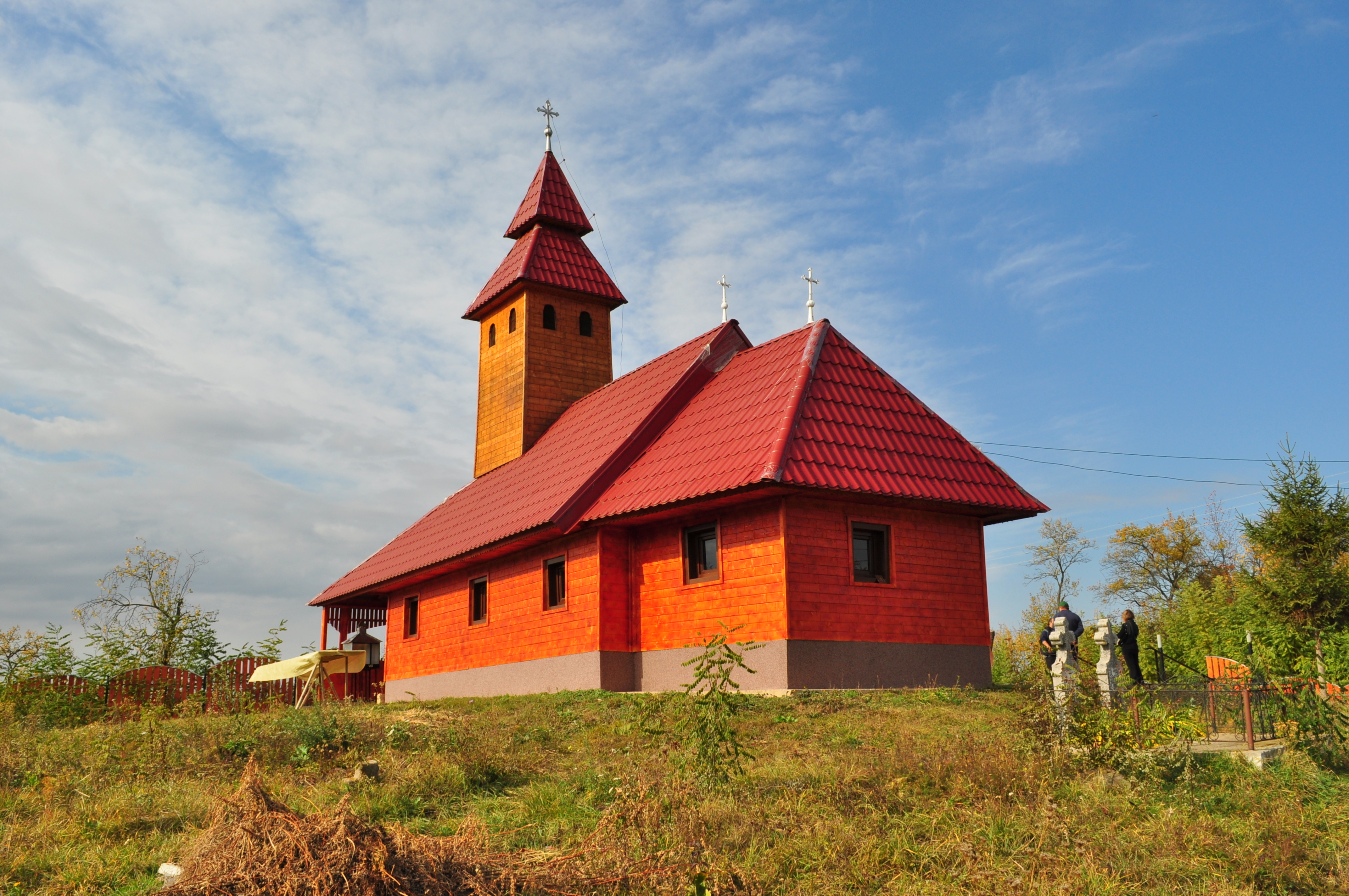
Biserica de lemn „Înălțarea Domnului” din Săliște de Pomezeu, comuna Răbăgani, județul Bihor, foto: octombrie 2011.

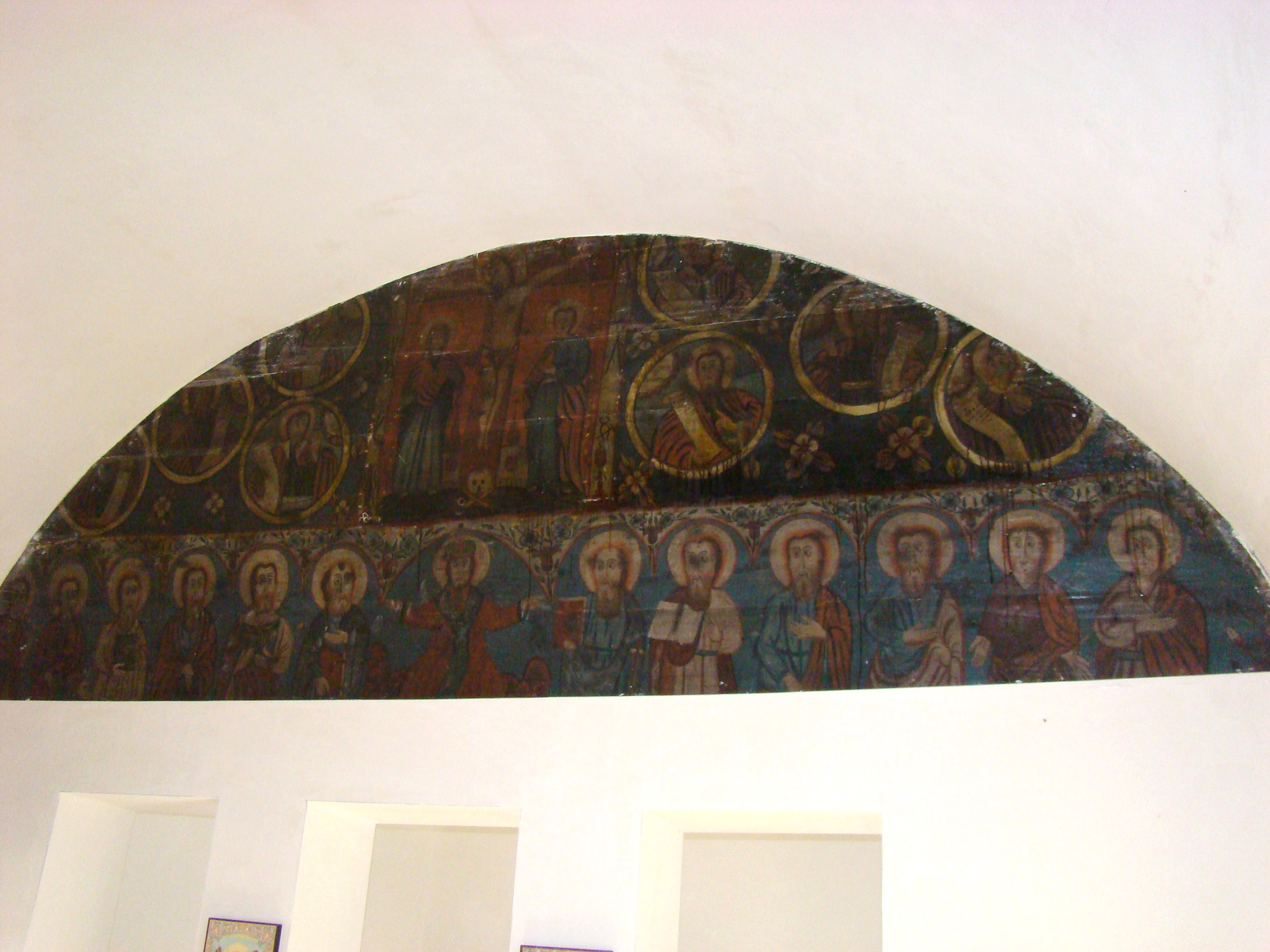
Catapeteasma

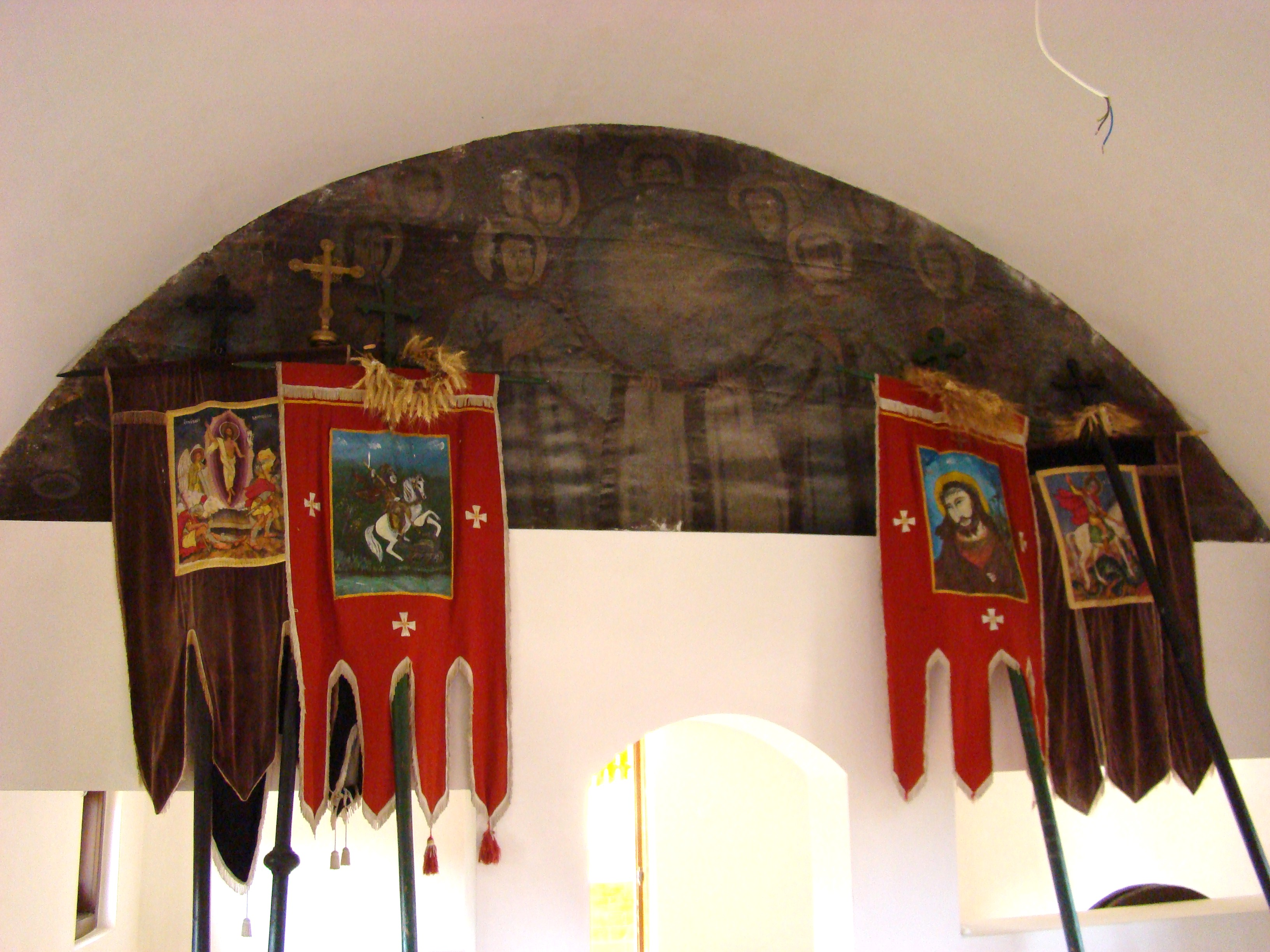
Timpanul de vest al naosului

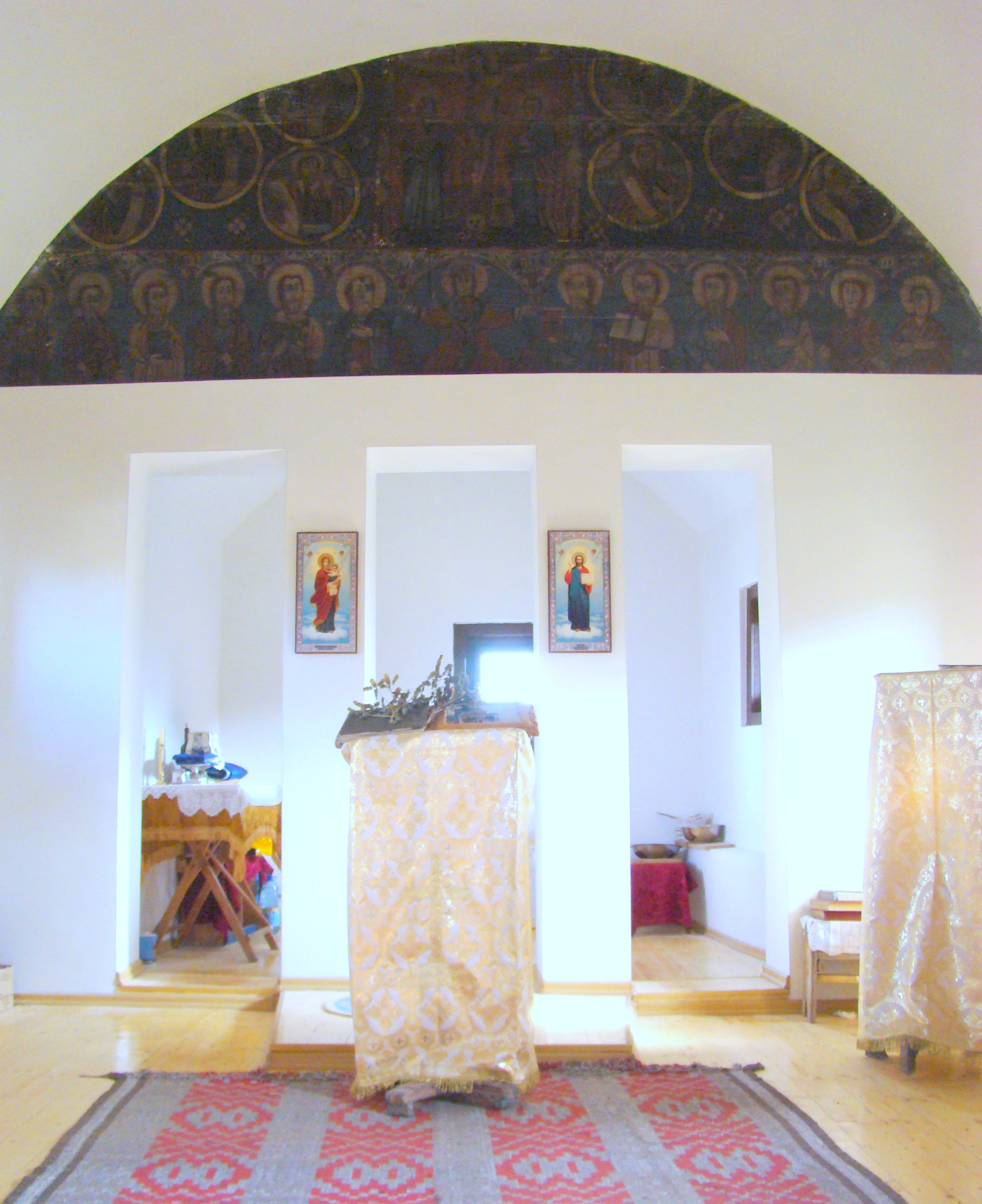
Interiorul navei

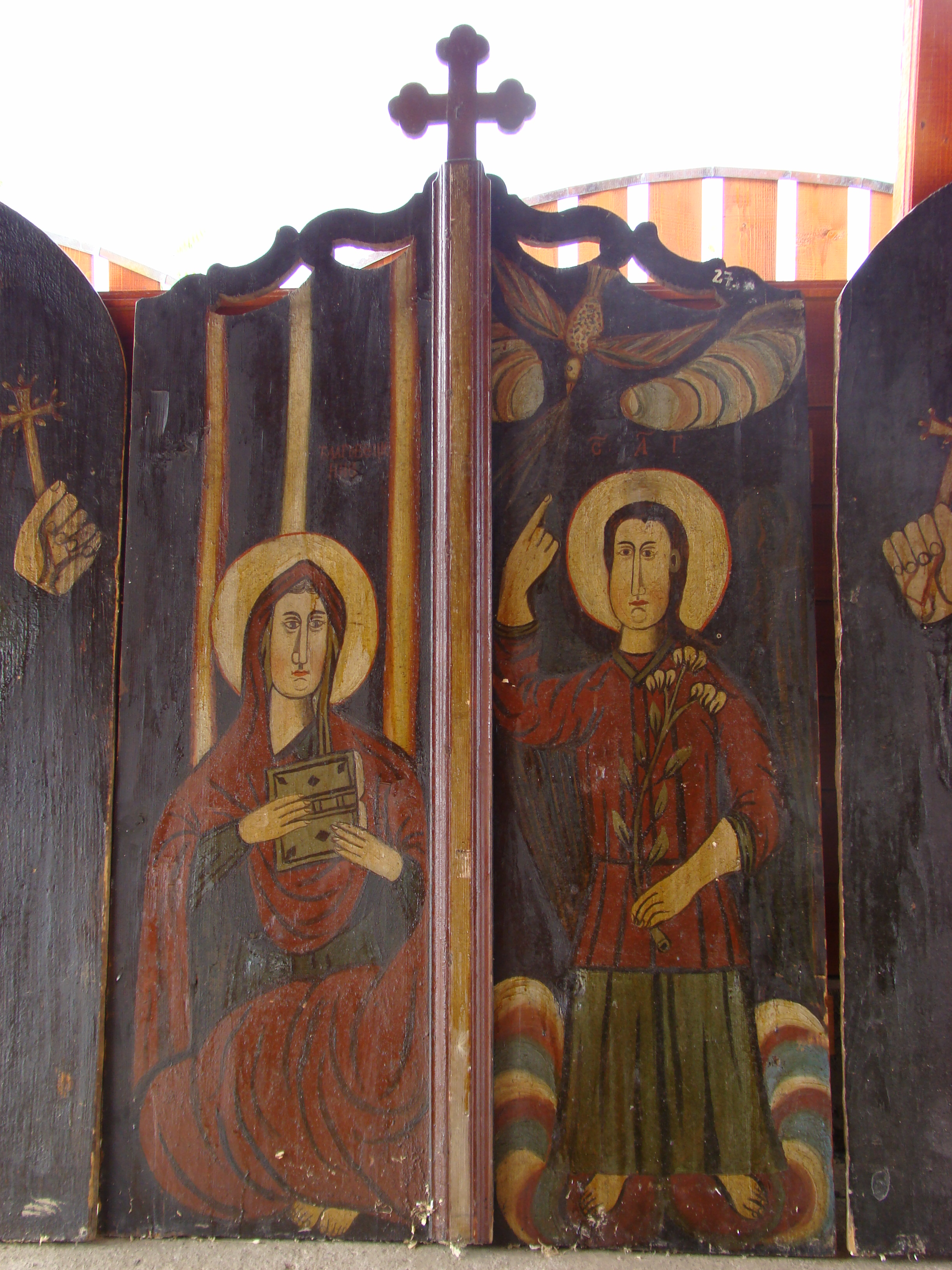
Ușile împărătești

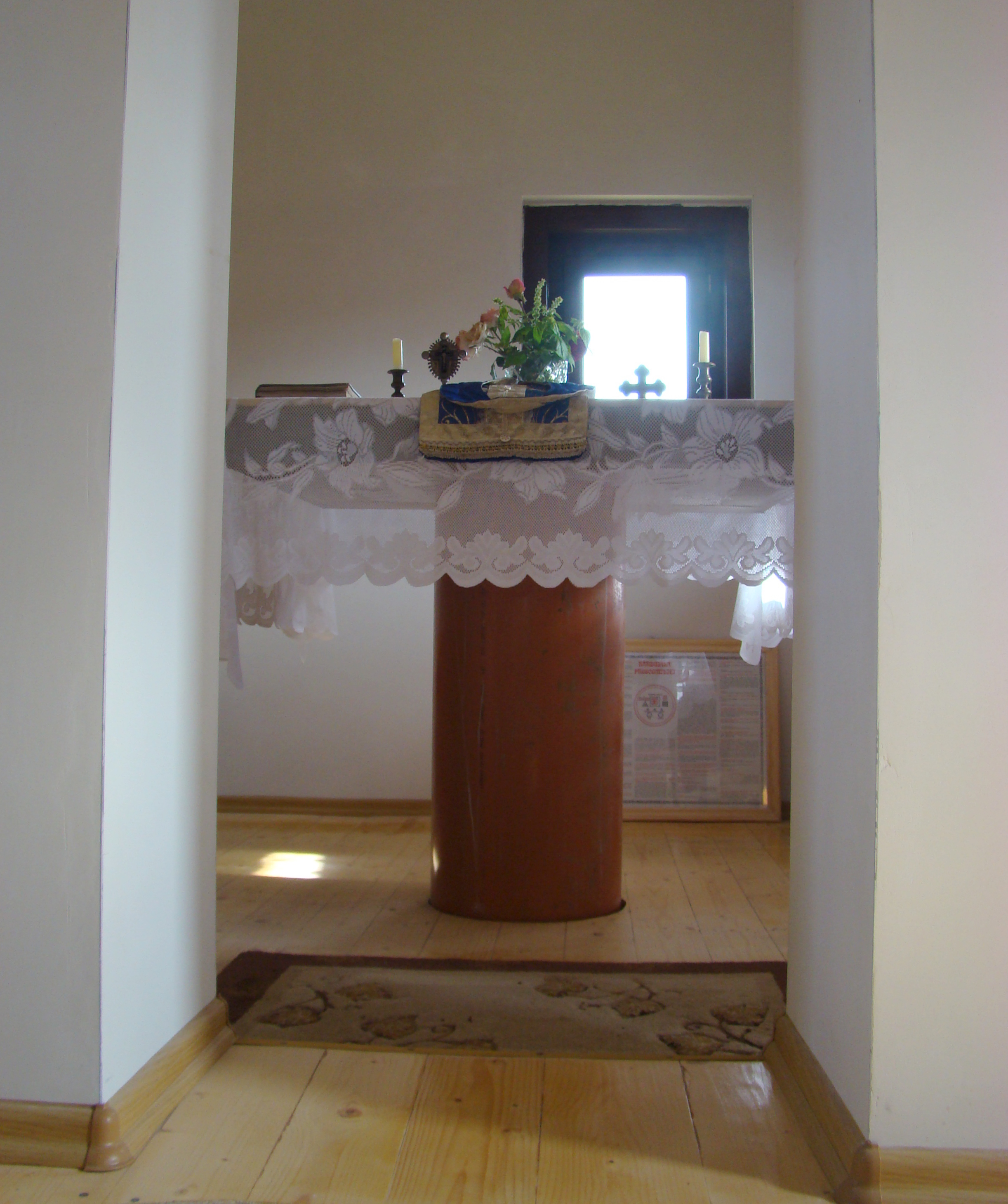
Masa altaruluii

Biserica de lemn din Săliște de Pomezeu, comuna Răbăgani, județul Bihor, datează din secolul XIX. Are hramul „Înălțarea Domnului”. Biserica nu se află pe noua listă a monumentelor istorice.

## Istoric și trăsături
Biserica a fost construită în anul 1812. Datorită stării avansate de degradare între anii 2010-2011 a fost supusă unor importante lucrări de reparații executate de meșteri lemnari din Munții Apuseni. Se păstrează catapeteasma pictată, ușile împărătești și diaconești, pe cele din urmă îi întâlnim reprezentați pe Sfinții Împărați Constantin și Elena.Din patrimoniul bisericii a făcut parte, până nu demult, o Evanghelie din 1776.

## Imagini din interior

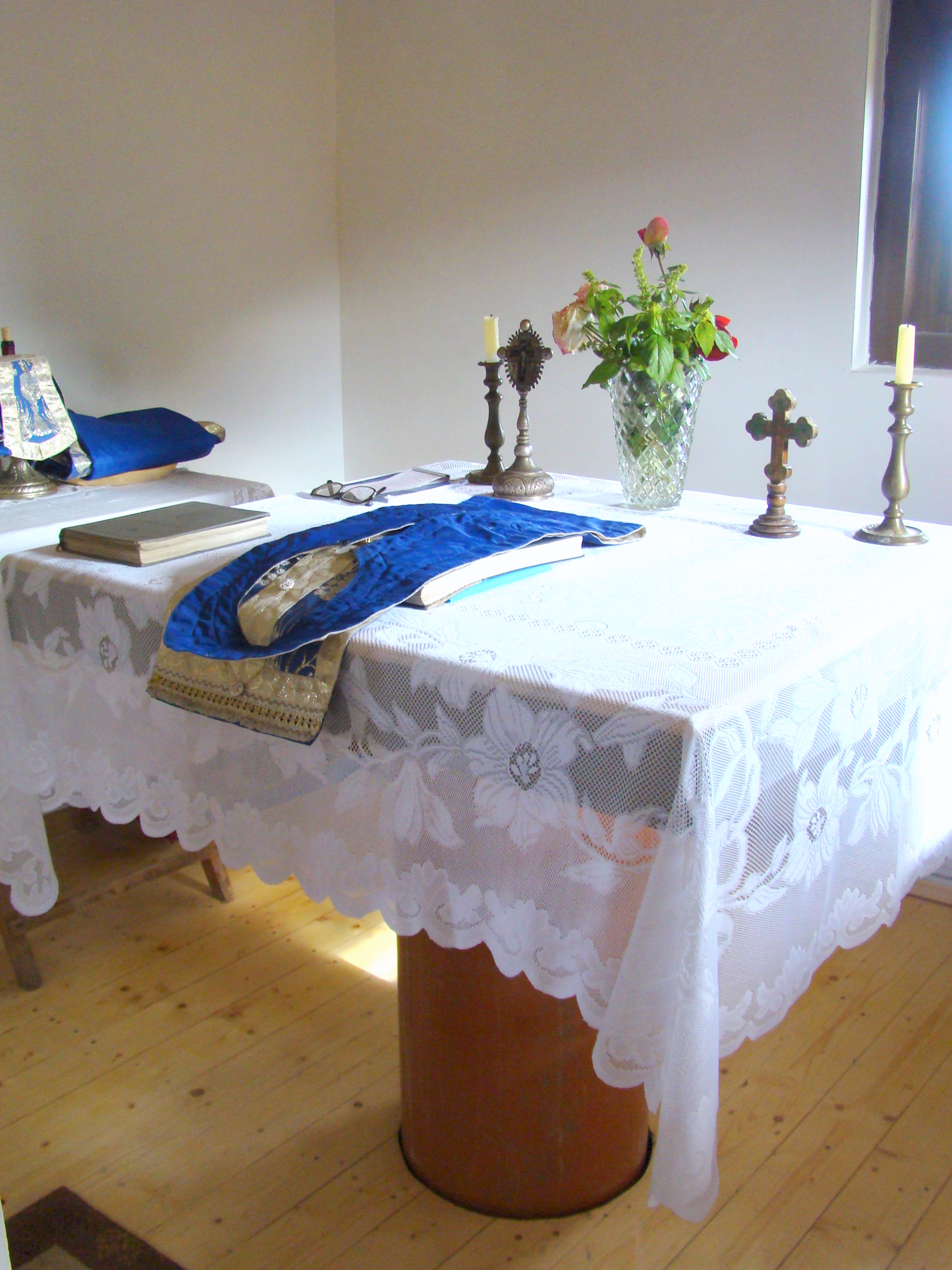
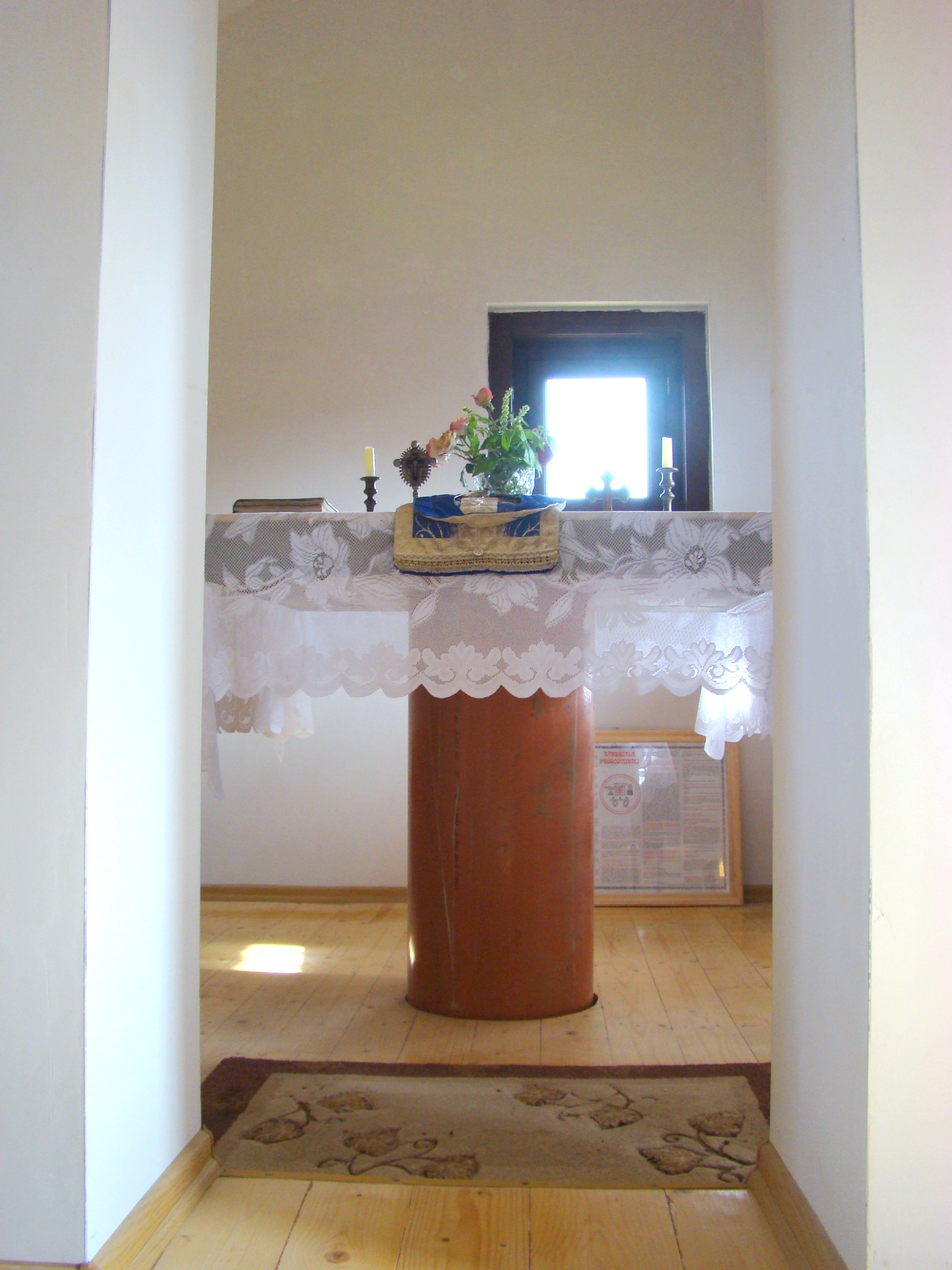
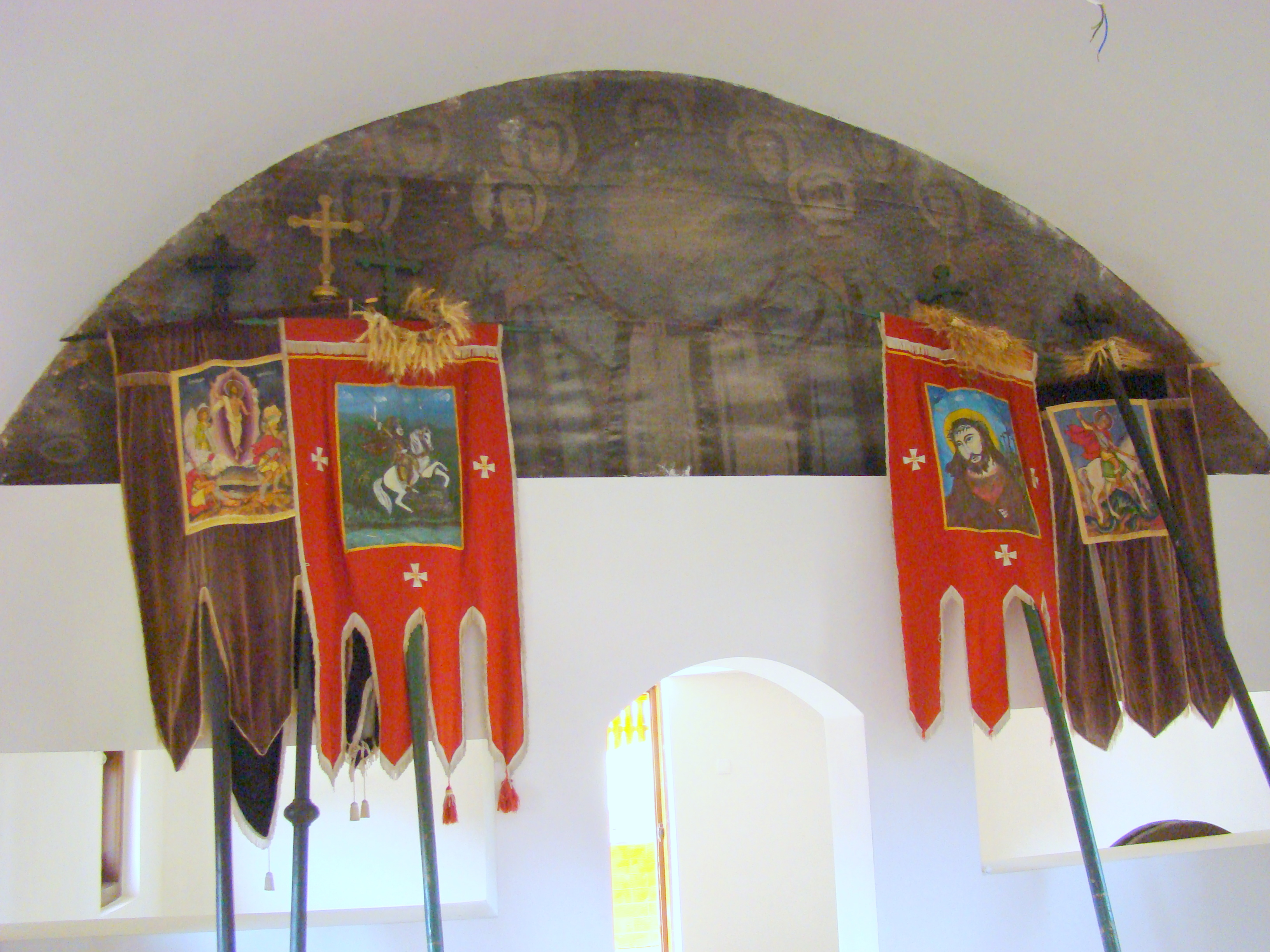
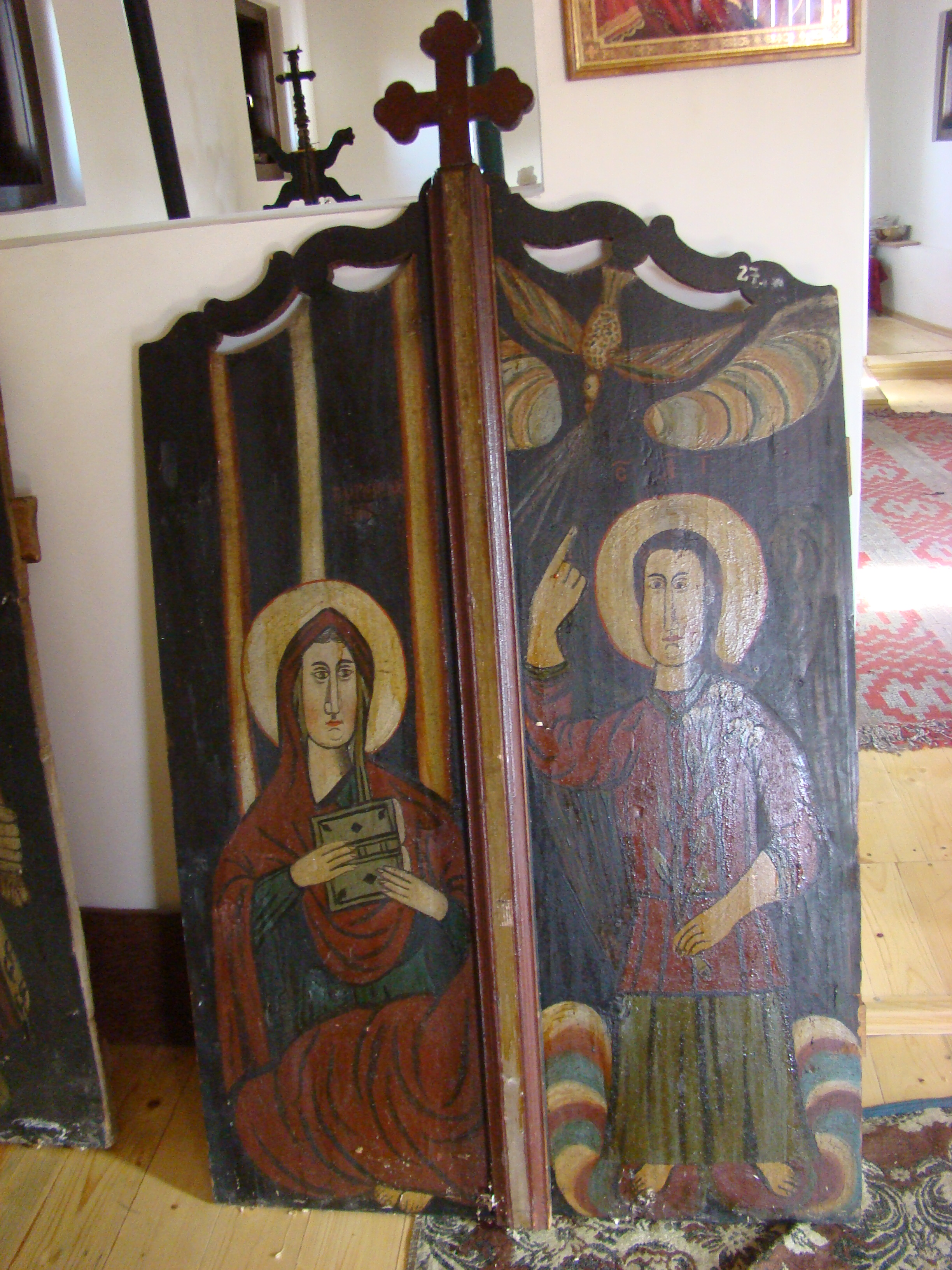
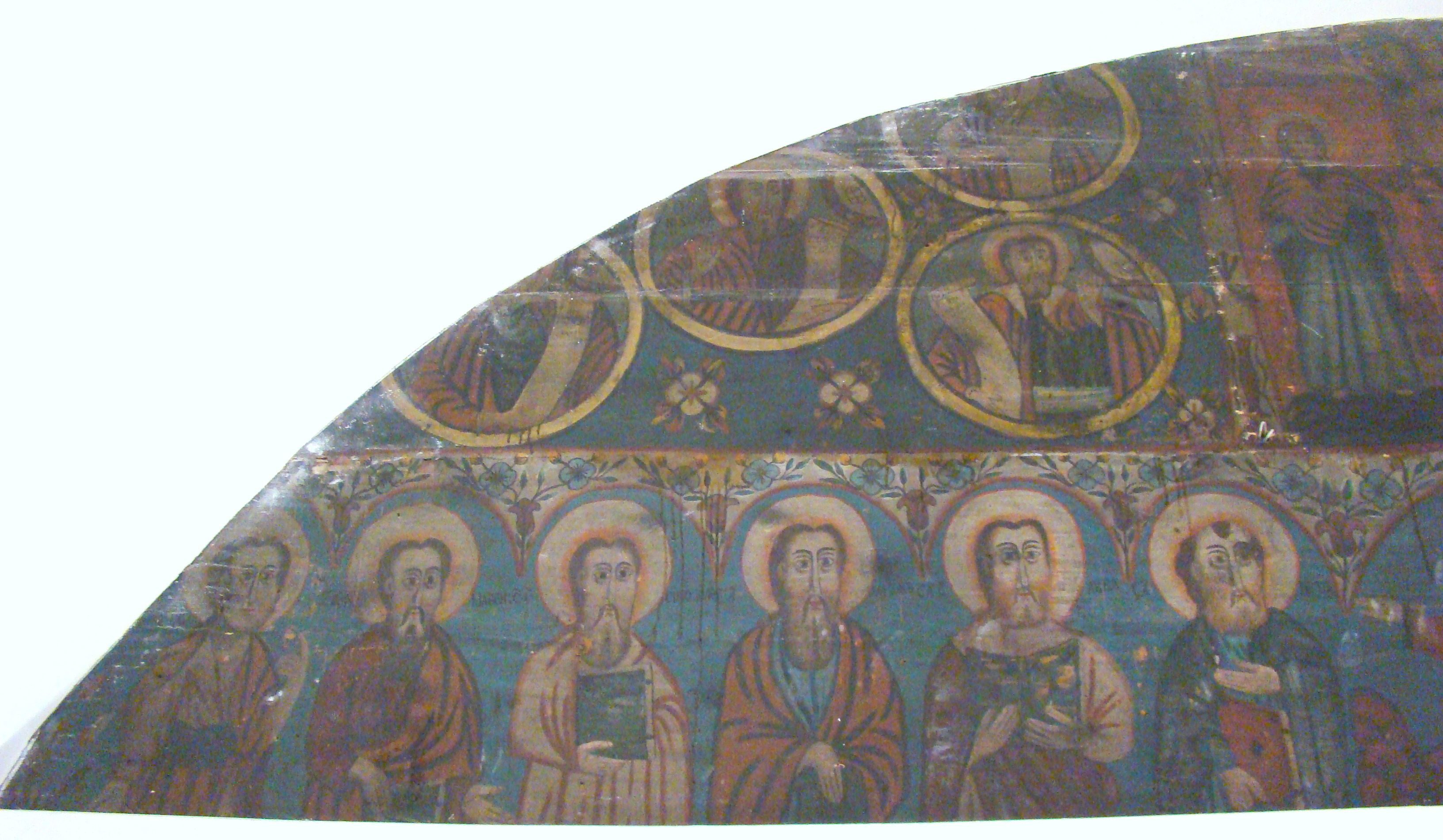
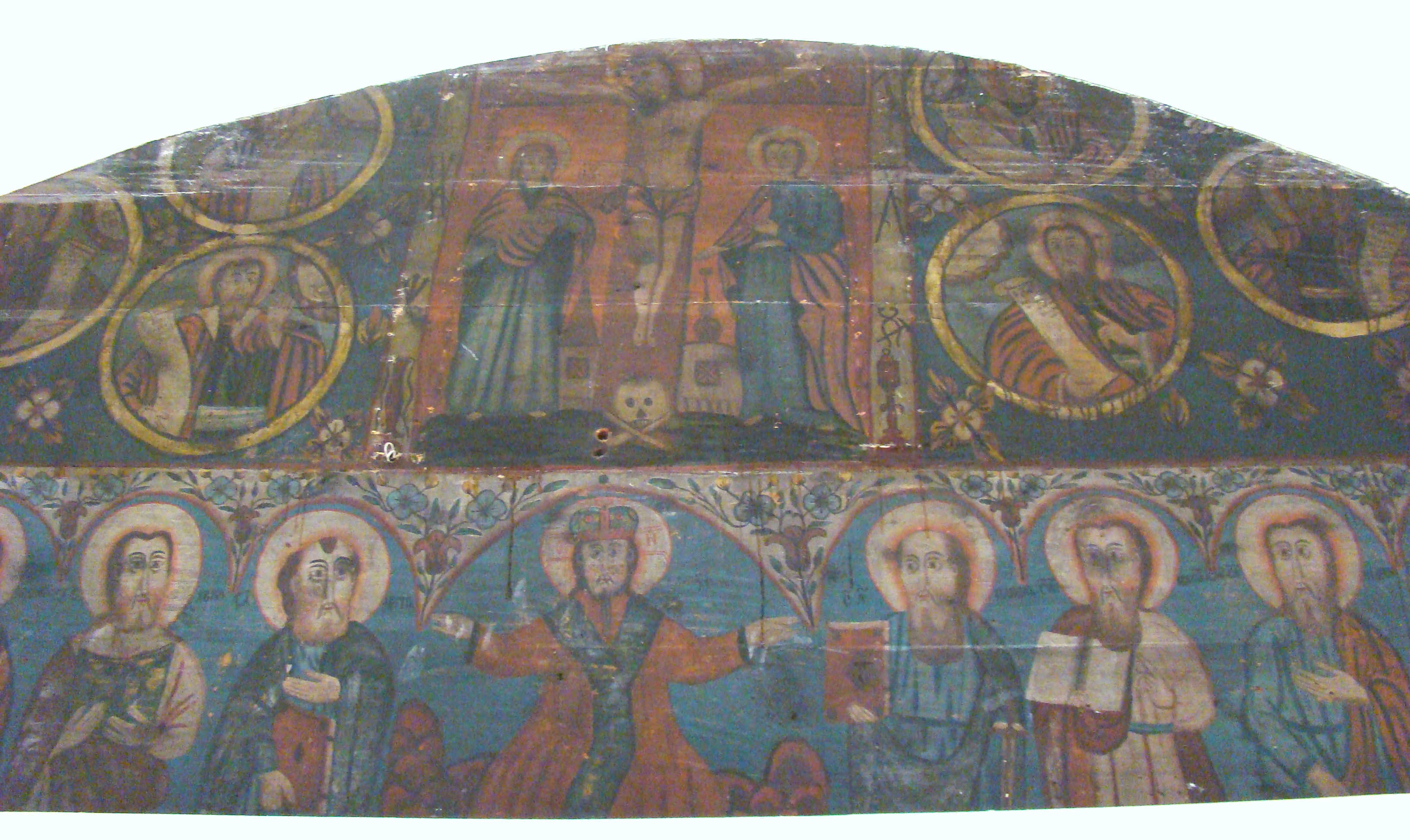
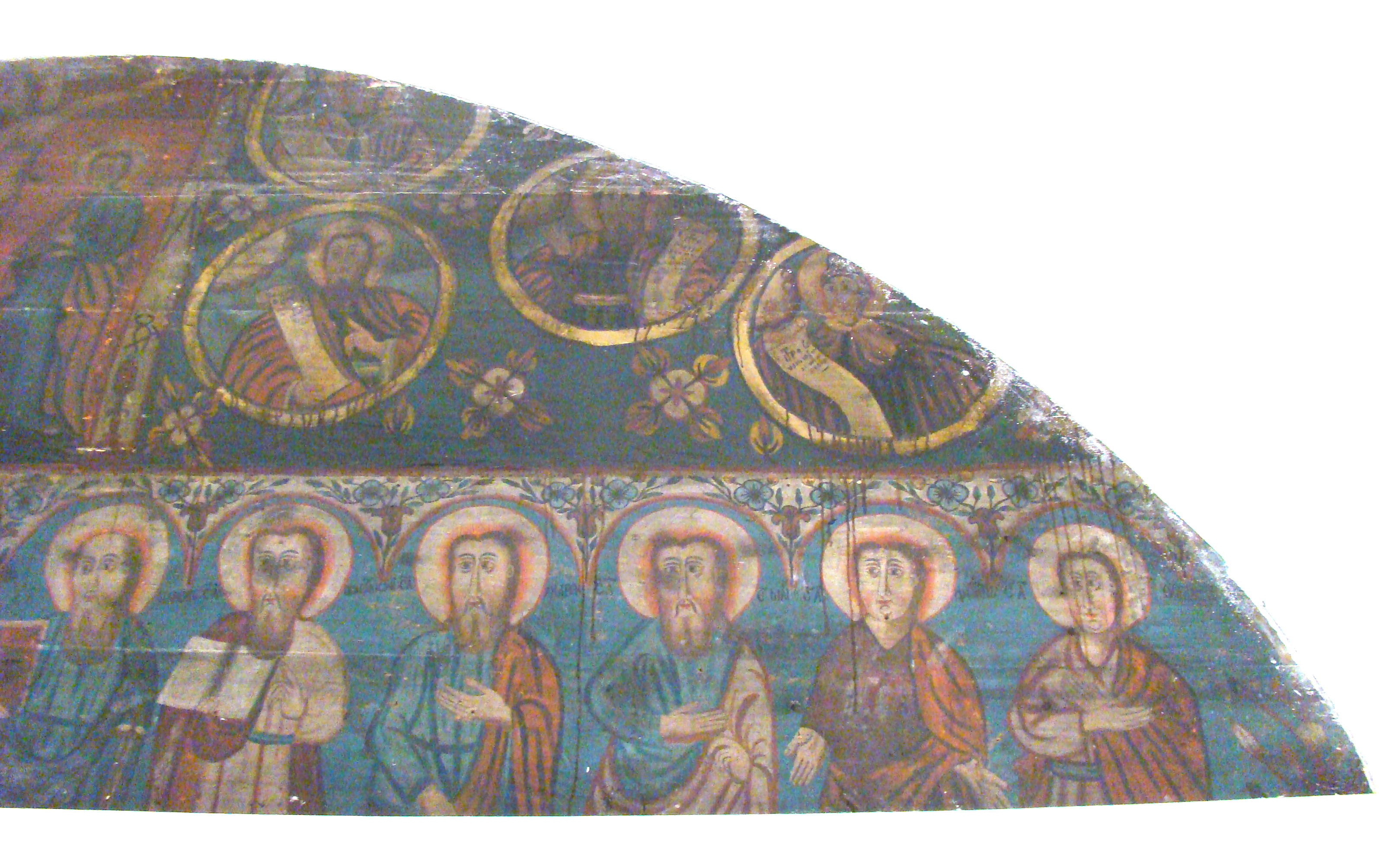
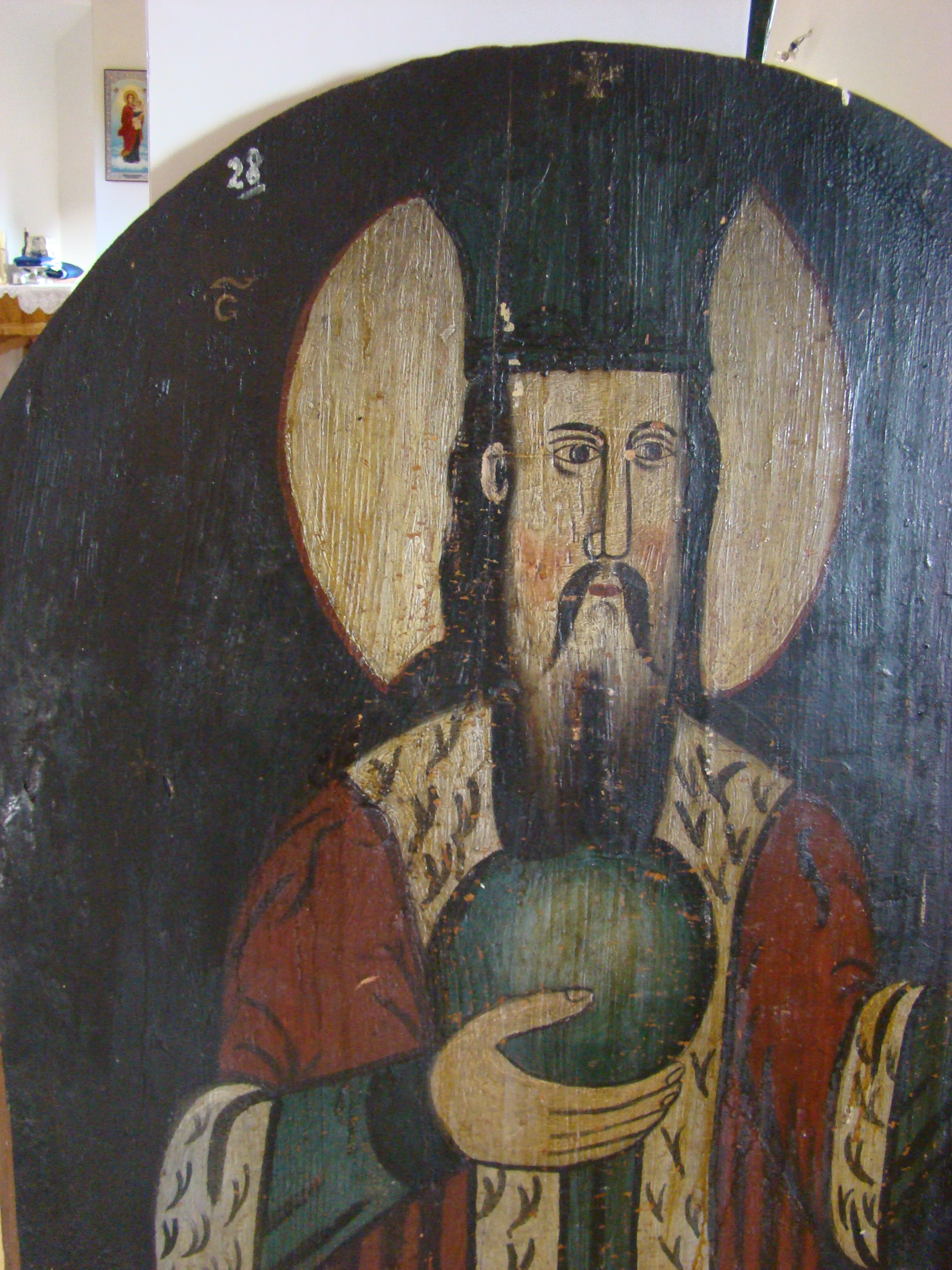
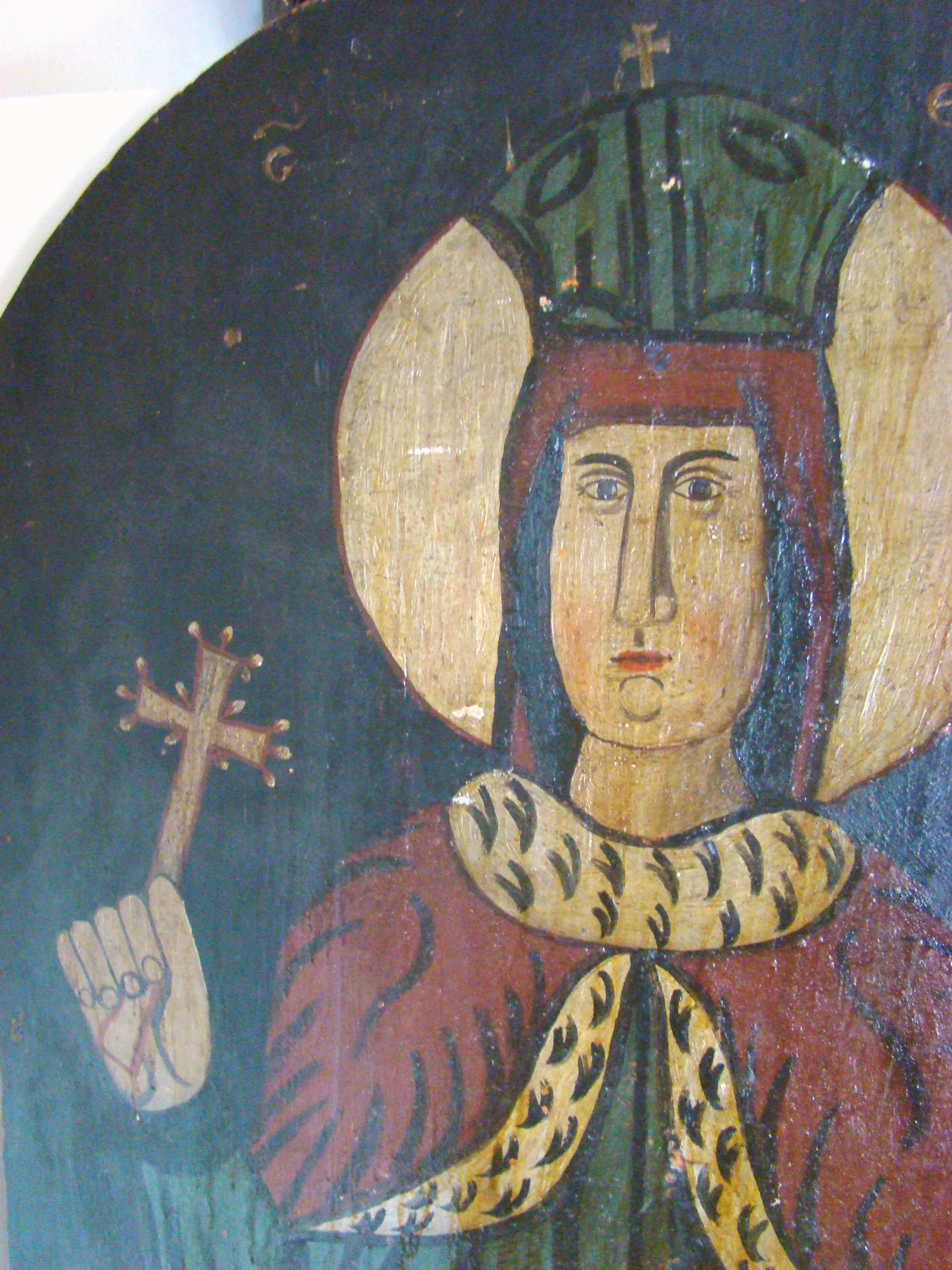
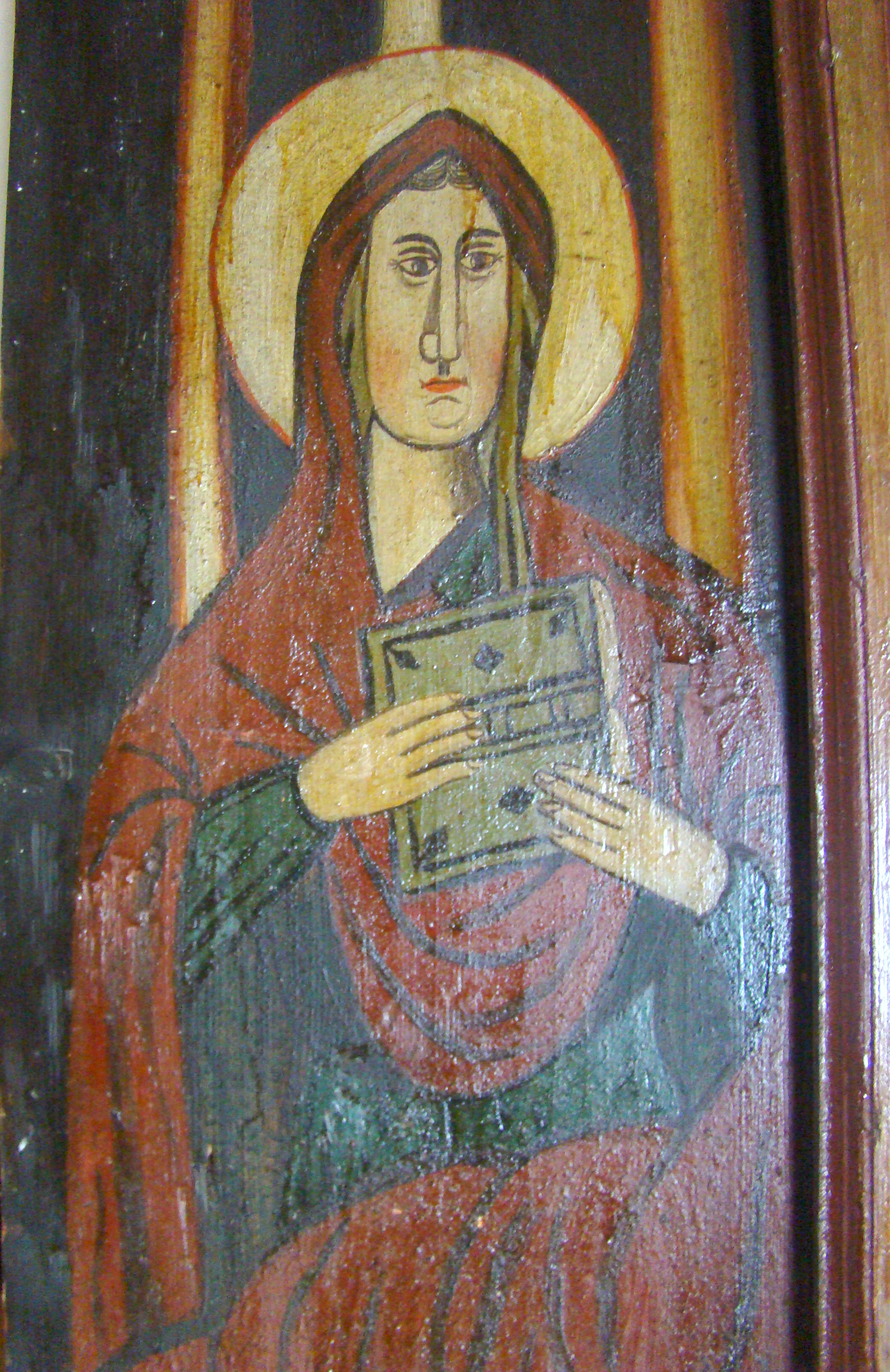
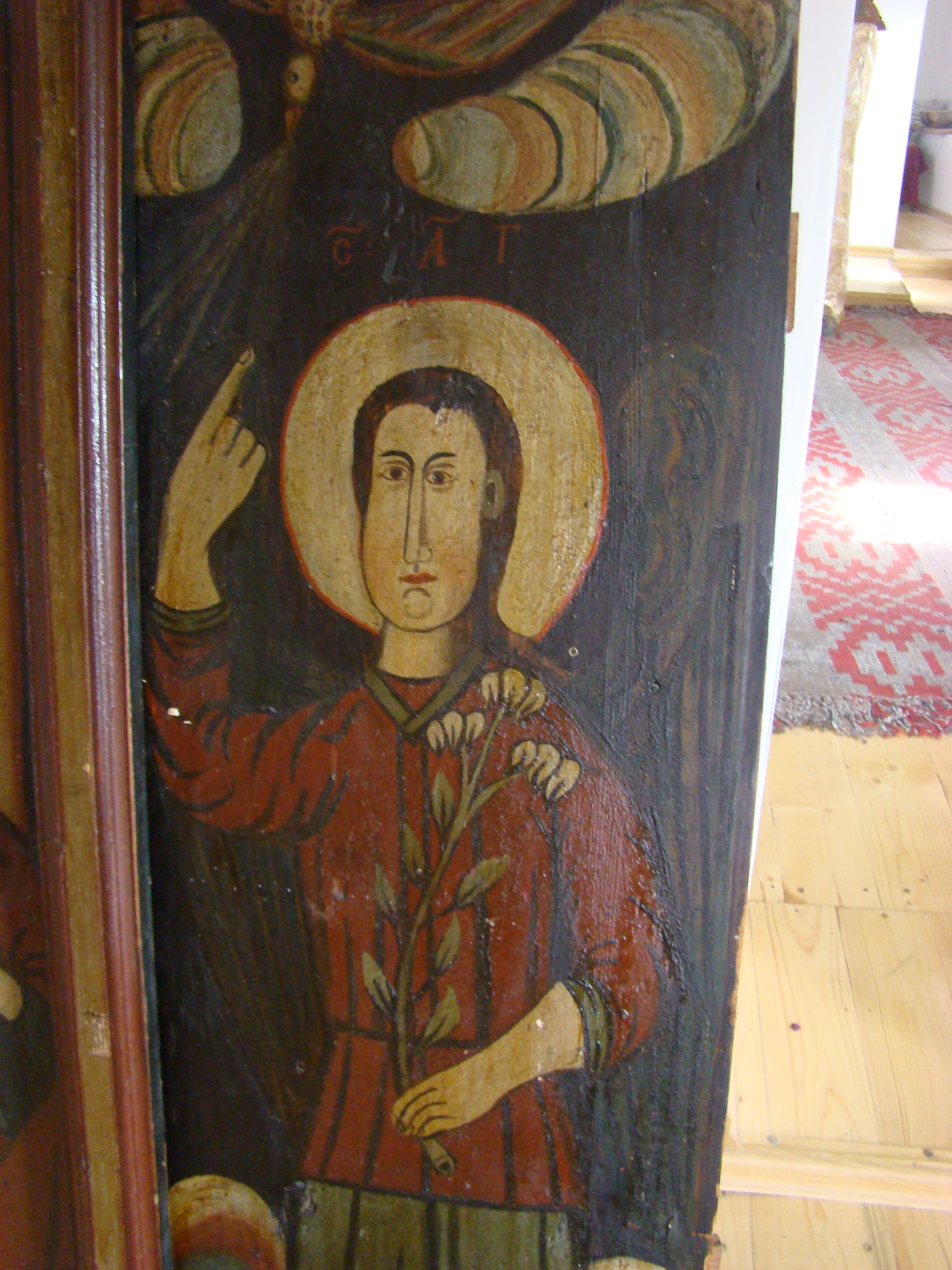
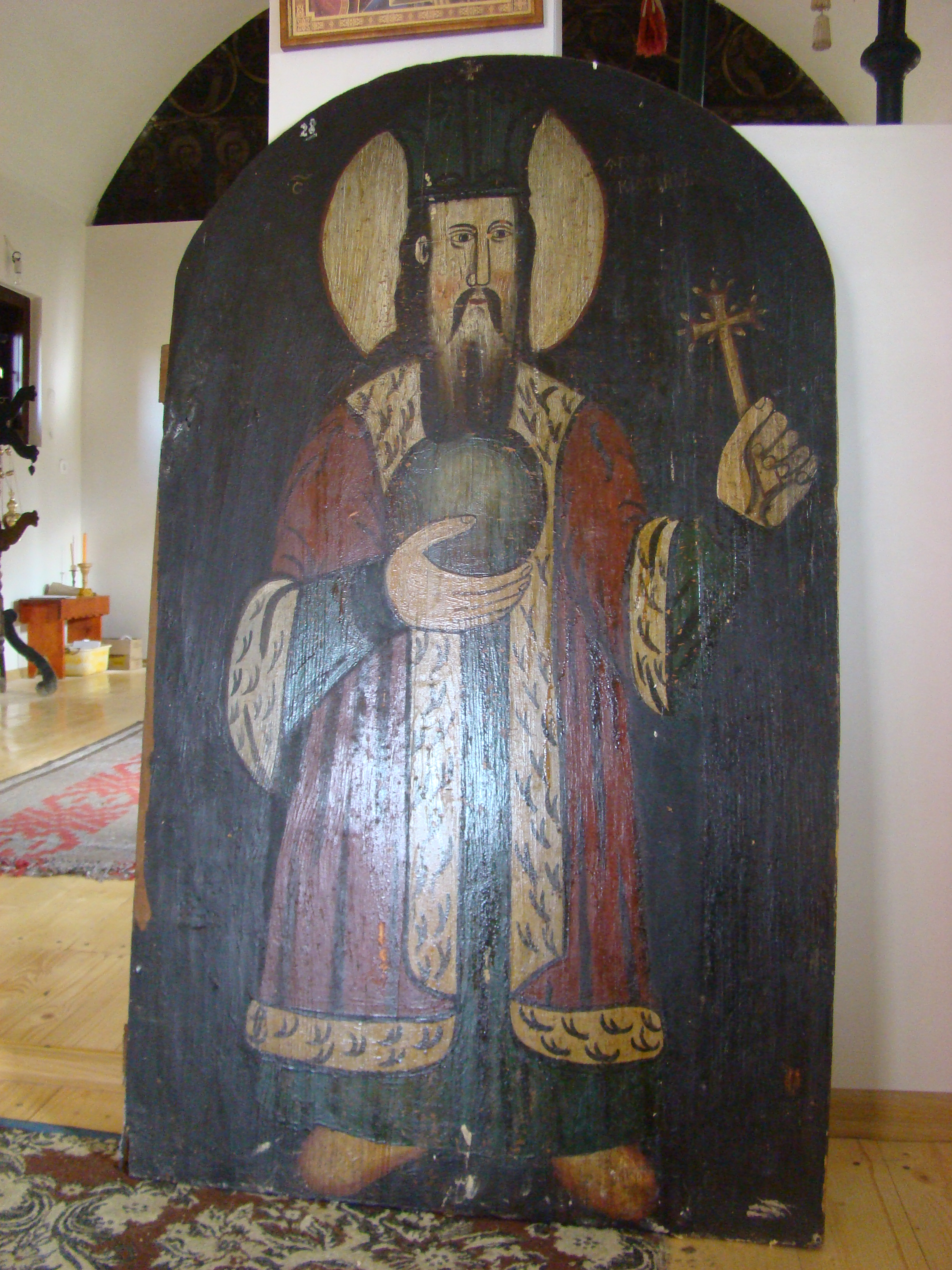
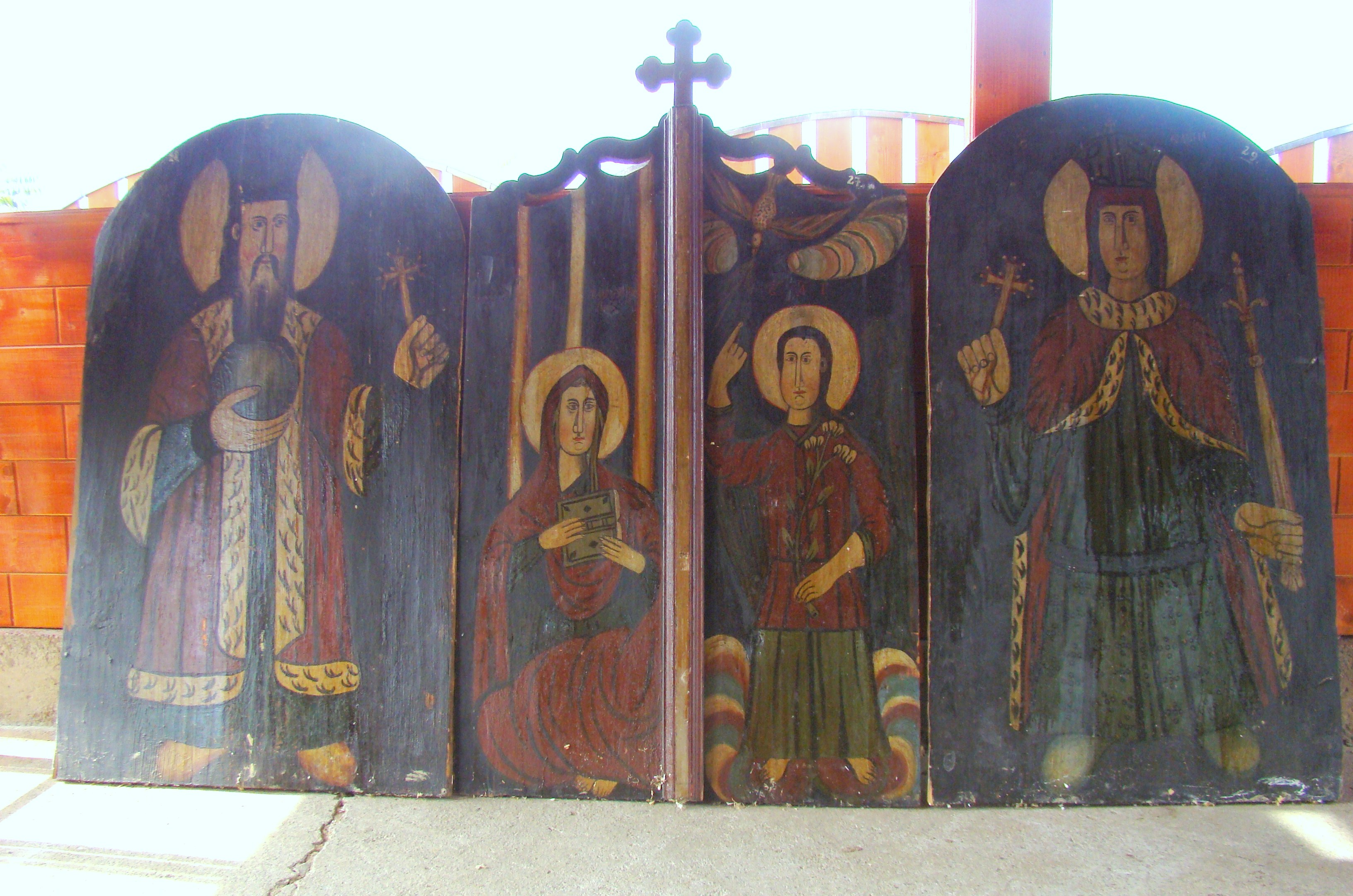
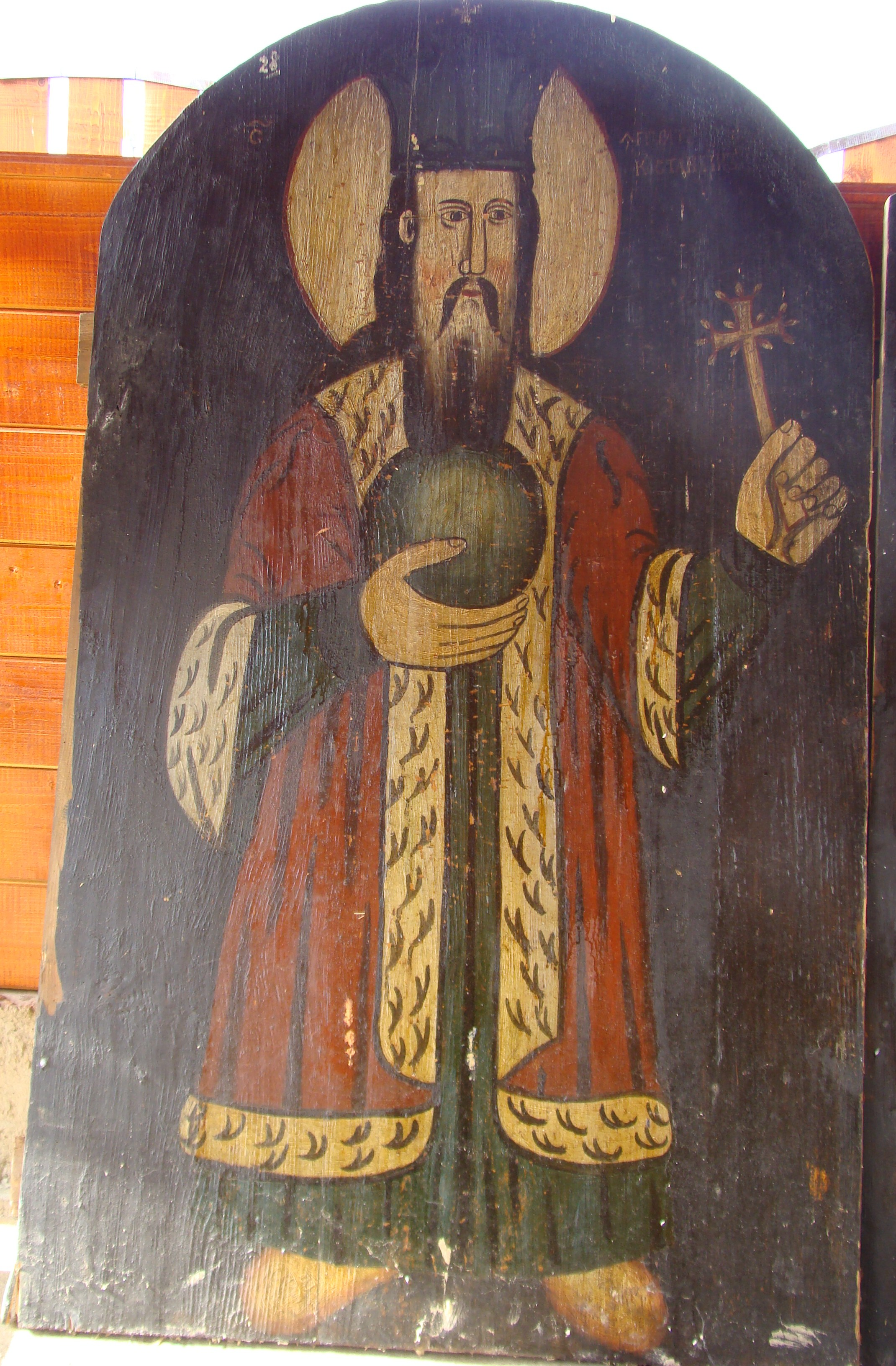
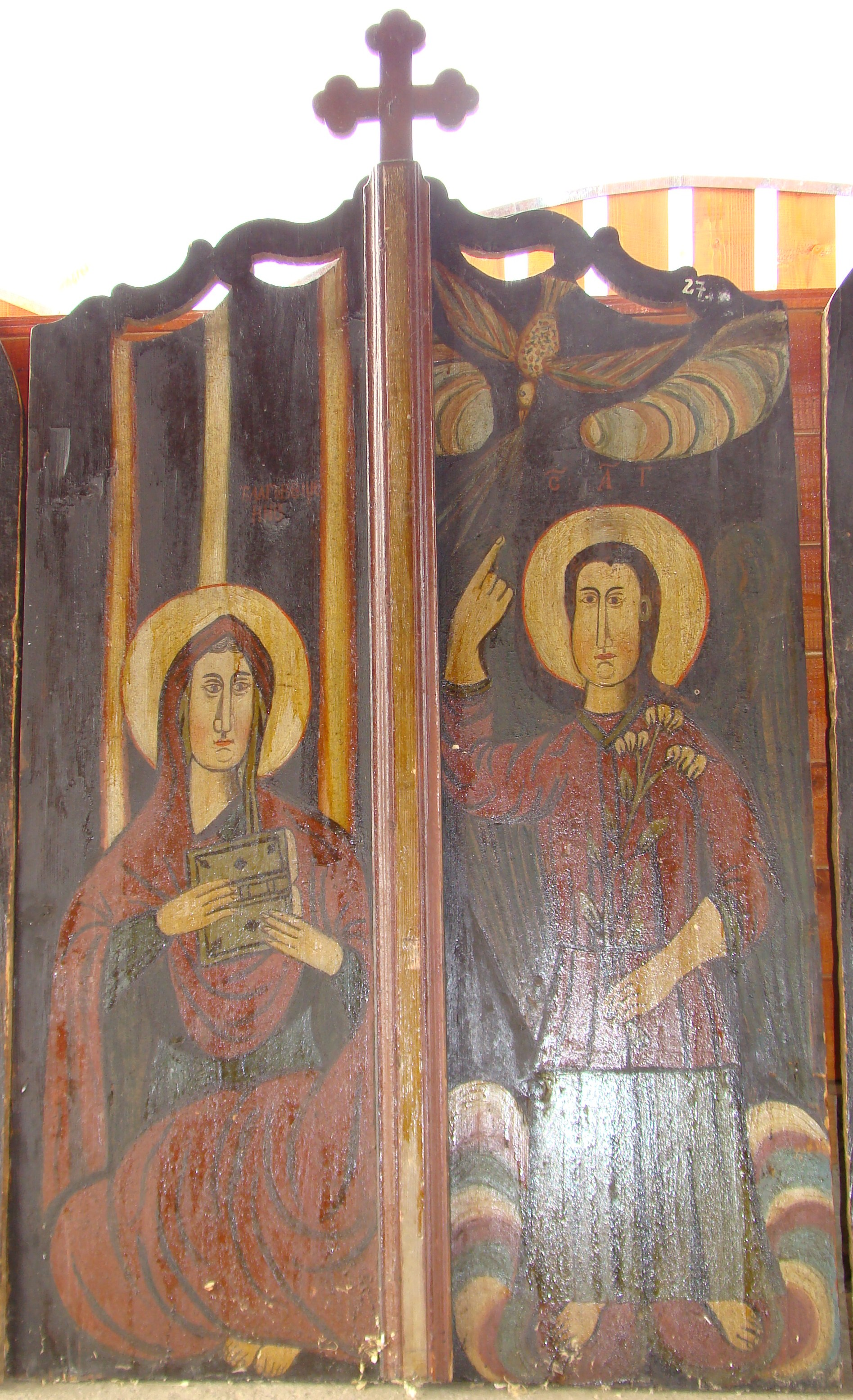
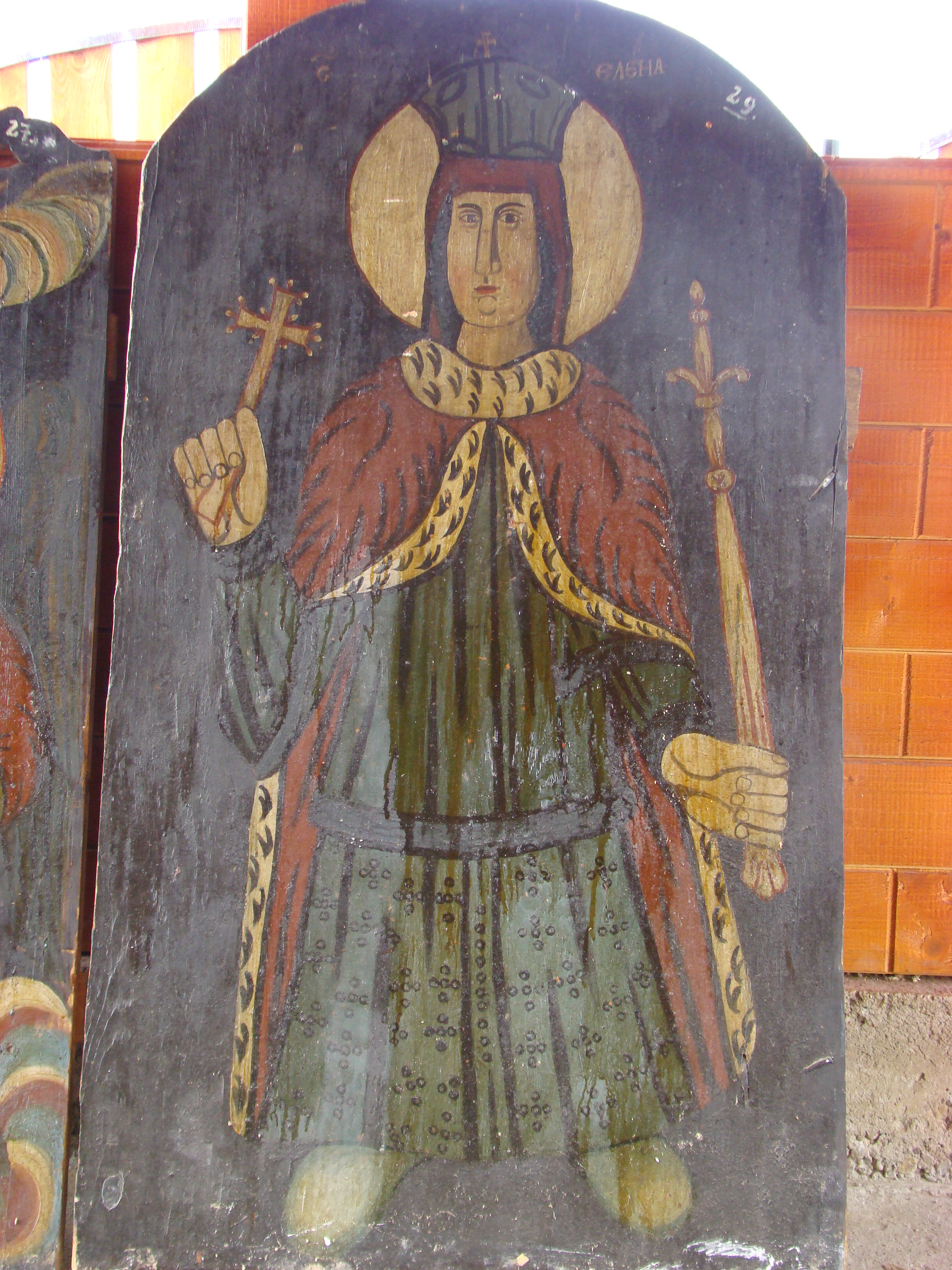

## Imagini din exterior

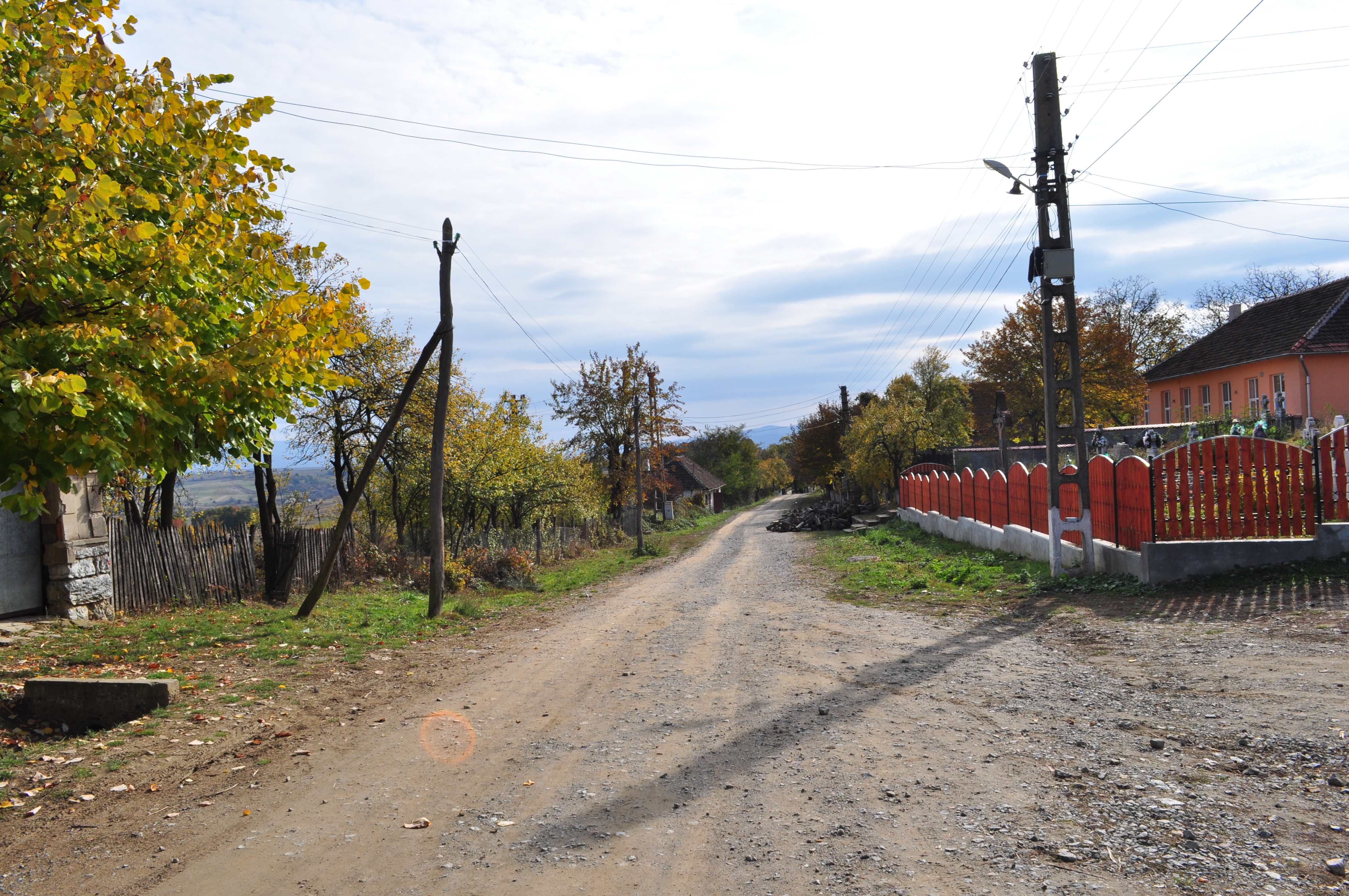
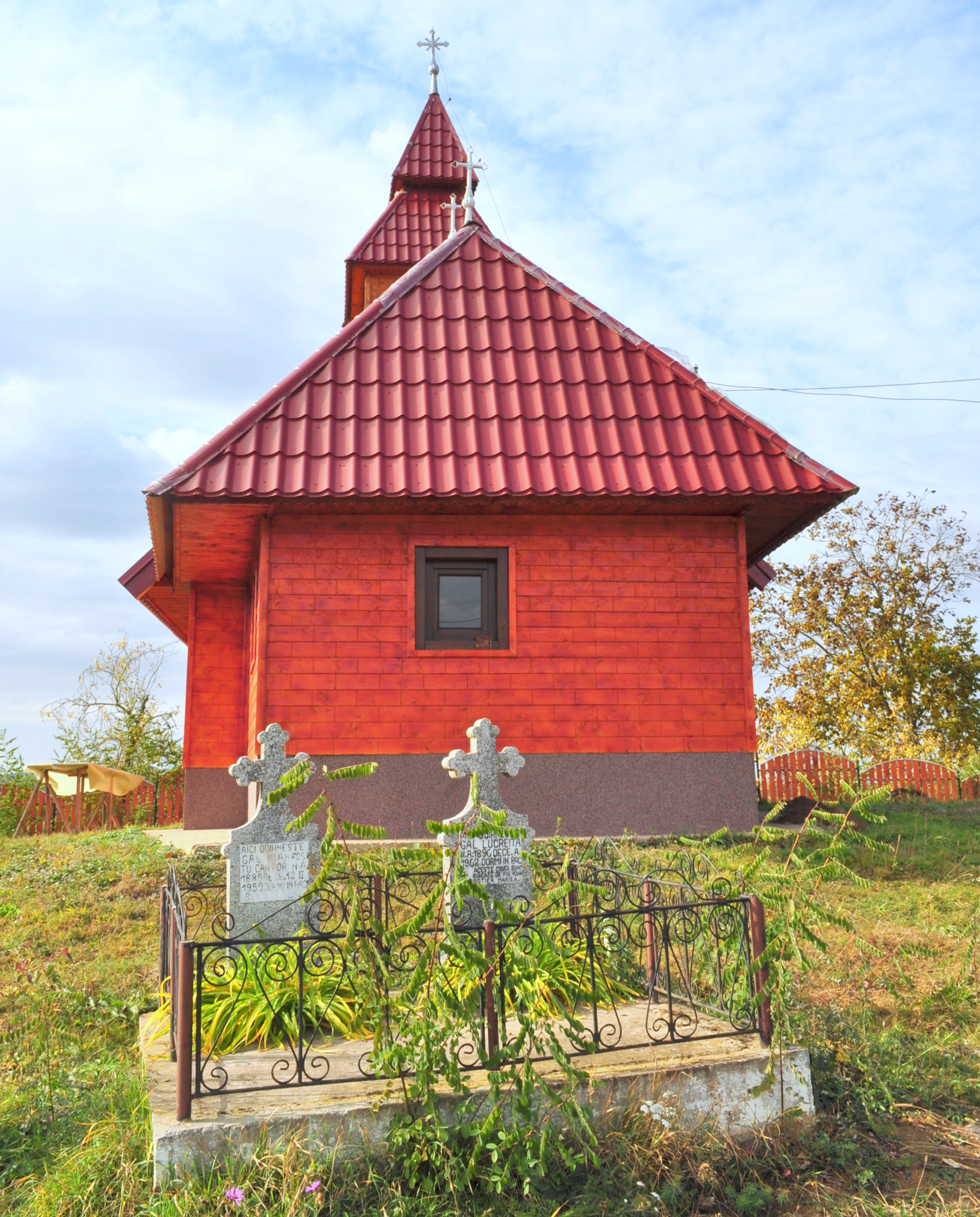
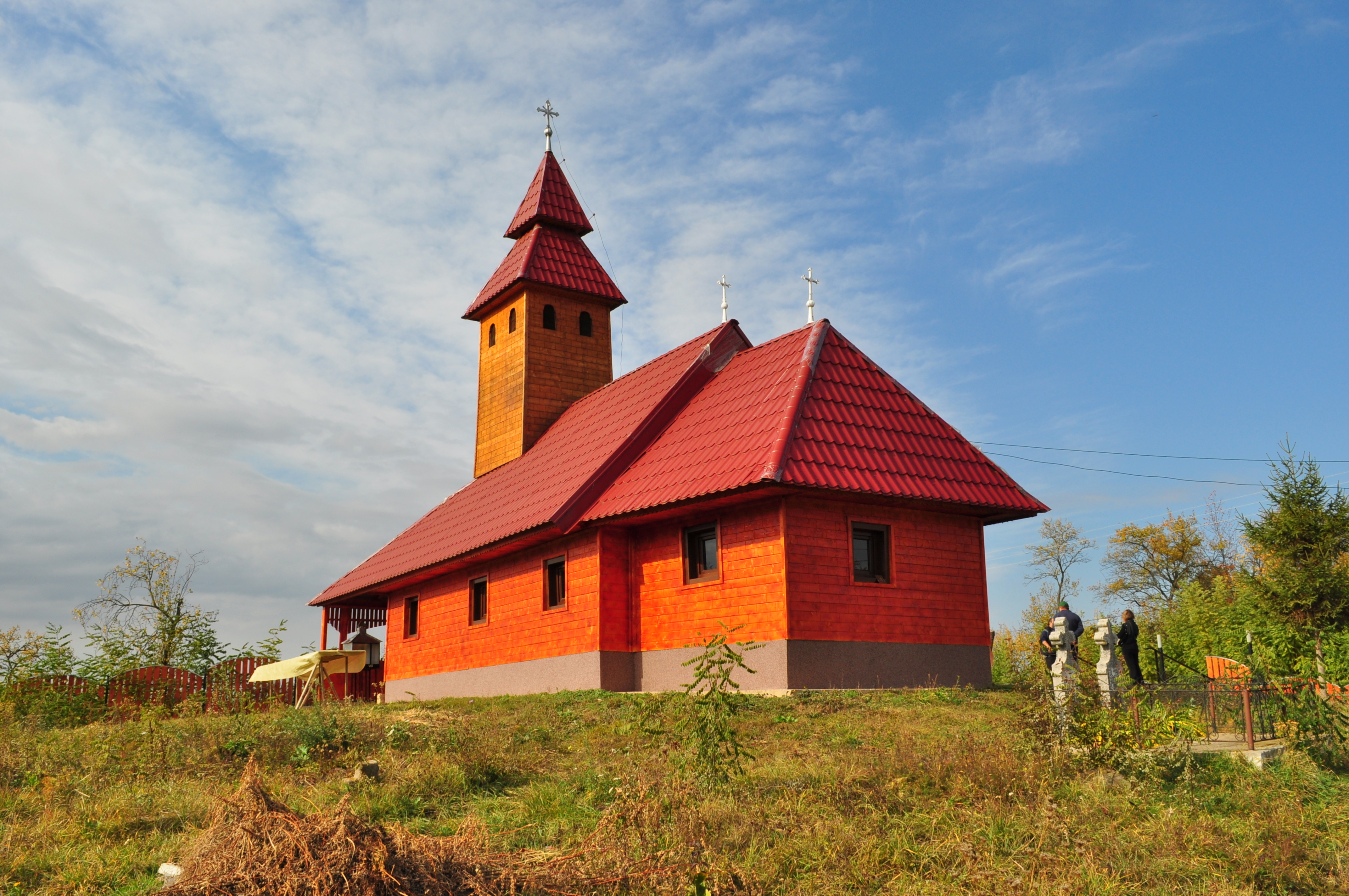
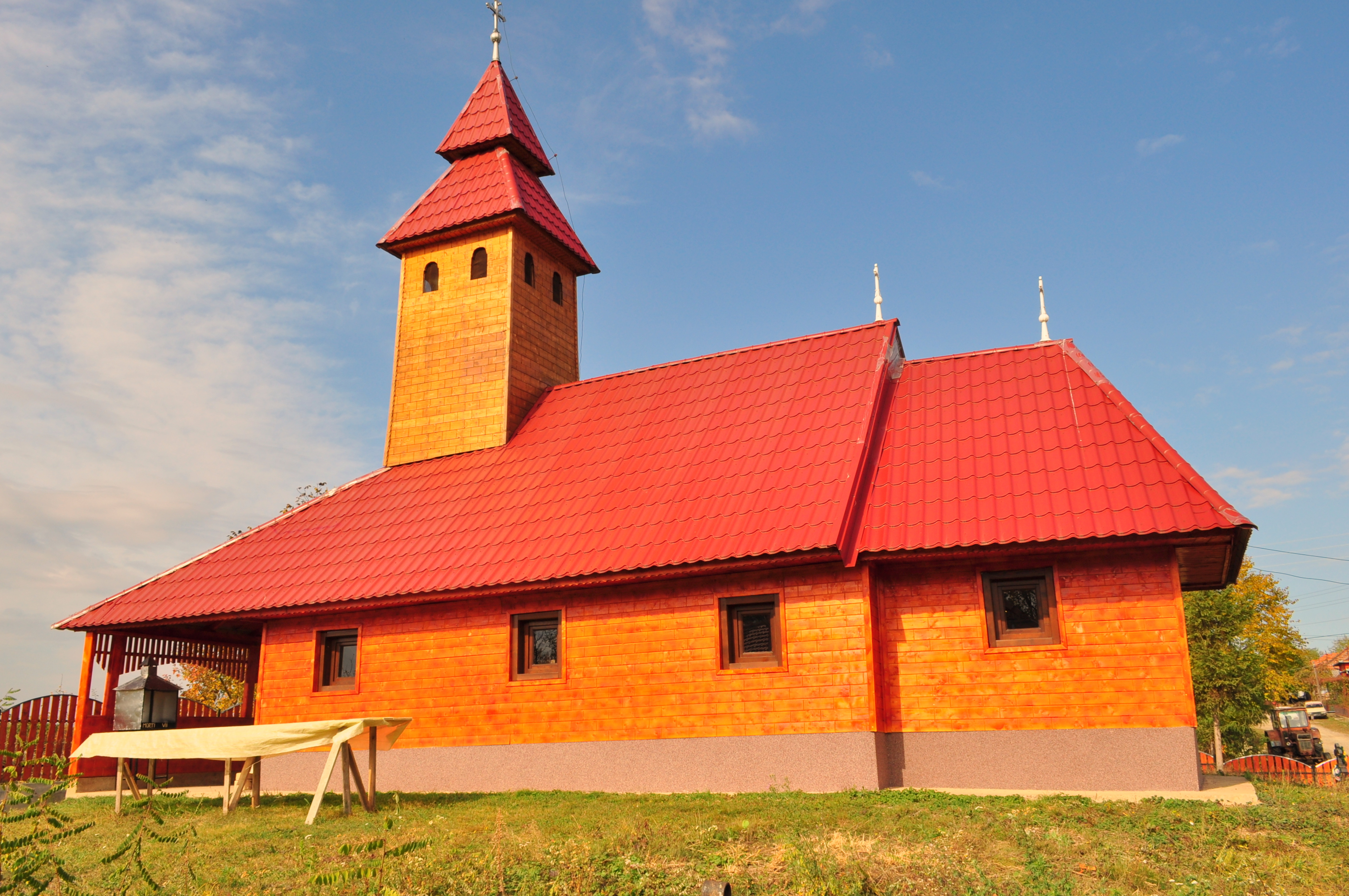
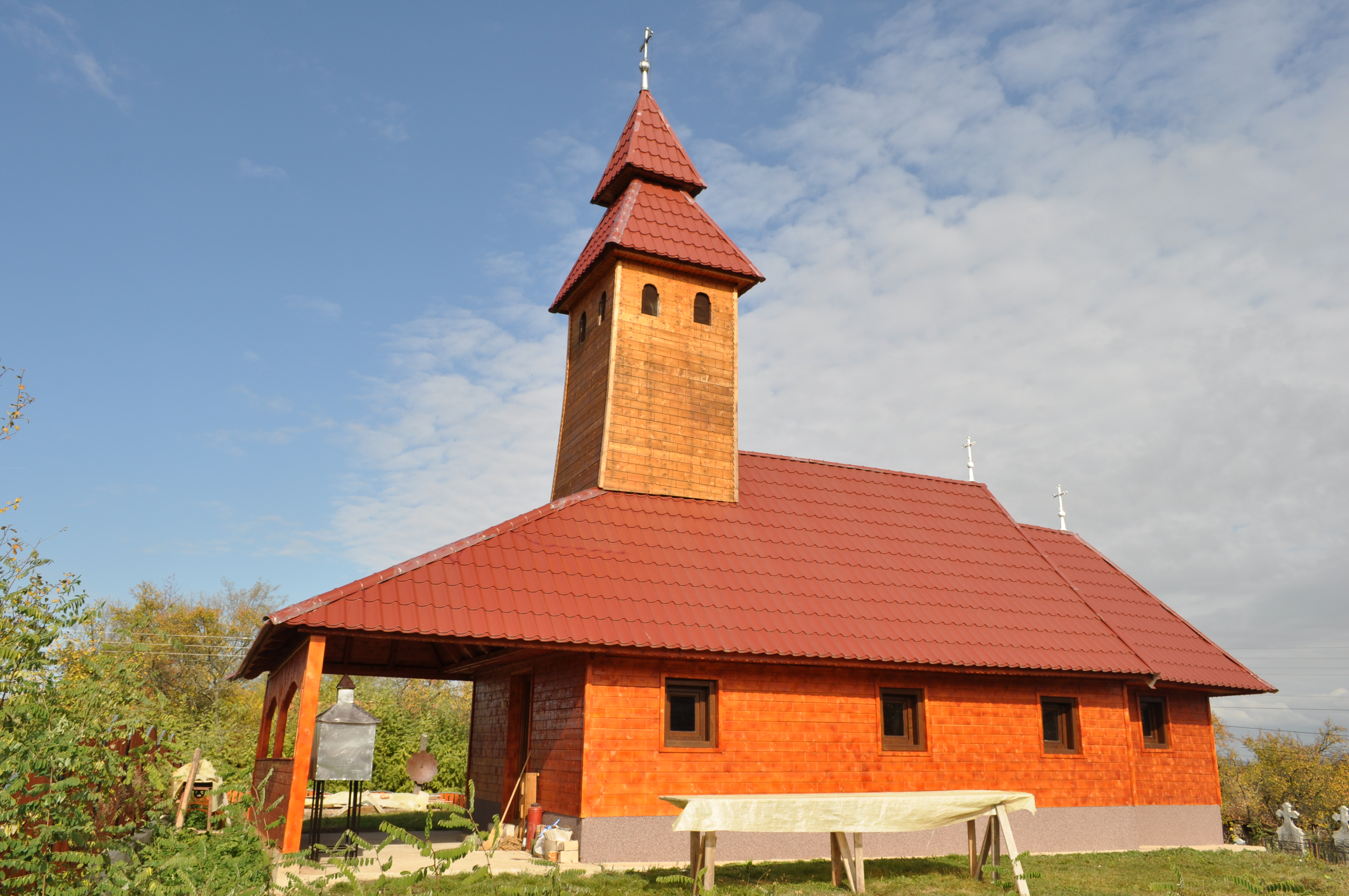
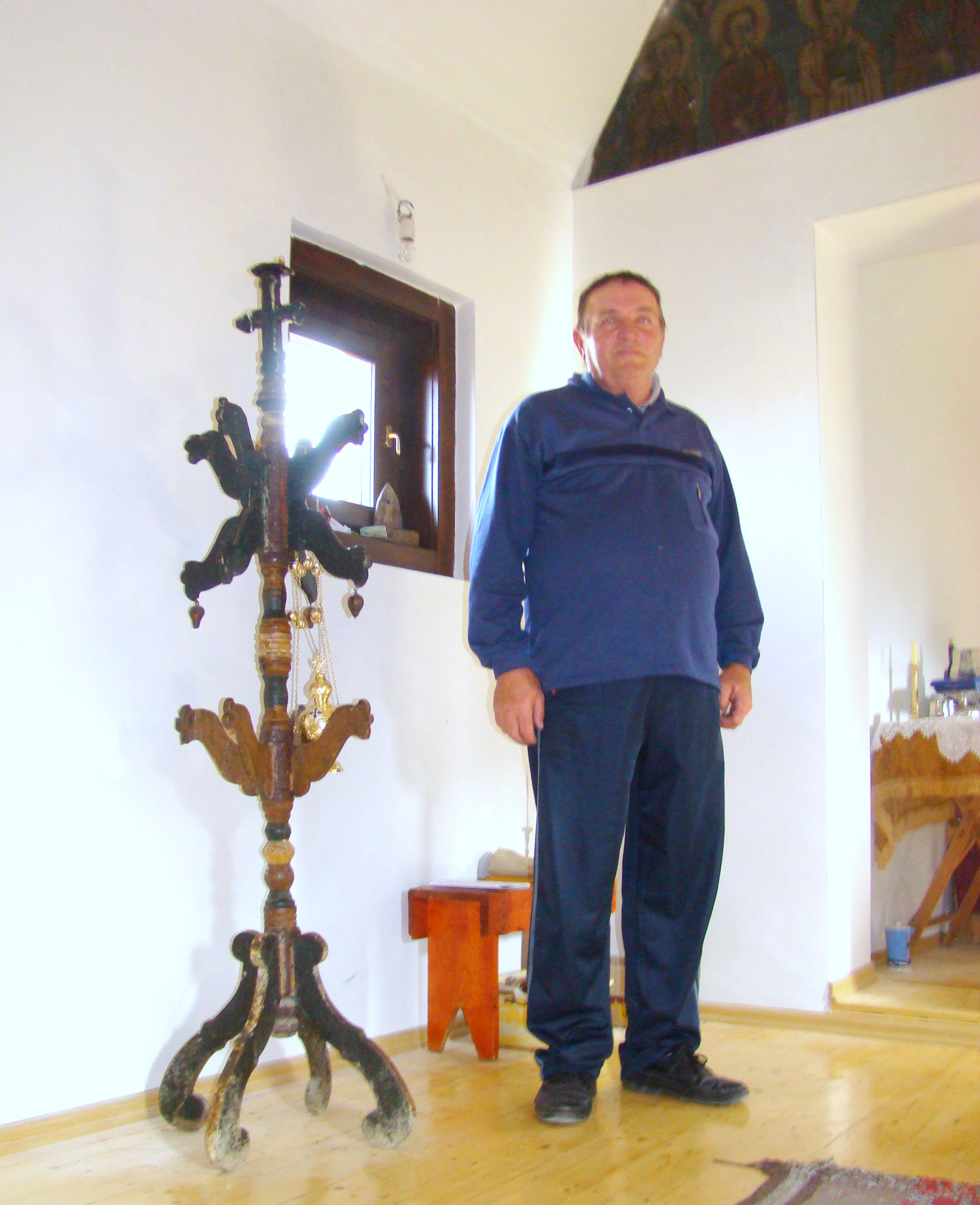
Sfătul Petru Foghiș